# Episodi di Les Mystères de l'amour (venticinquesima stagione)
La venticinquesima stagione della serie televisiva Les Mystères de l'amour è andata in onda in Francia dal 14 febbraio al 15 maggio 2021 sul canale Telemontecarlo.
In Italia è inedita.
| nº | Titolo originale              | Titolo italiano | Prima TV Francia | Prima TV Italia |
| -- | ----------------------------- | --------------- | ---------------- | --------------- |
| 1  | Saint Valentin                |                 | 14 febbraio 2021 |                 |
| 2  | La fête des amoureux          |                 | 20 febbraio 2021 |                 |
| 3  | Divorce                       |                 | 21 febbraio 2021 |                 |
| 4  | Tous azimuts                  |                 | 27 febbraio 2021 |                 |
| 5  | Liberté inconditionnelle      |                 | 28 febbraio 2021 |                 |
| 6  | Résultats attendus            |                 | 6 marzo 2021     |                 |
| 7  | Phénomènes inattendus         |                 | 7 marzo 2021     |                 |
| 8  | Empêchements en série         |                 | 13 marzo 2021    |                 |
| 9  | Résultats surprenants         |                 | 14 marzo 2021    |                 |
| 10 | Regroupement familial         |                 | 20 marzo 2021    |                 |
| 11 | Pris en otages                |                 | 21 marzo 2021    |                 |
| 12 | Nouvelles complications       |                 | 27 marzo 2021    |                 |
| 13 | A quelques minutes près       |                 | 28 marzo 2021    |                 |
| 14 | Décision impossible           |                 | 3 aprile 2021    |                 |
| 15 | Nuit d'ivresse, de tendresse  |                 | 4 aprile 2021    |                 |
| 16 | Un jour je t’ai laissé partir |                 | 10 aprile 2021   |                 |
| 17 | Changement de climat          |                 | 11 aprile 2021   |                 |
| 18 | Sous hypnose                  |                 | 17 aprile 2021   |                 |
| 19 | Retour à Fryars Bay           |                 | 18 aprile 2021   |                 |
| 20 | Amitié naissante              |                 | 24 aprile 2021   |                 |
| 21 | Douloureuse annonce           |                 | 25 aprile 2021   |                 |
| 22 | Mystères à Love Island        |                 | 1 maggio 2021    |                 |
| 23 | Multiples éliminations        |                 | 2 maggio 2021    |                 |
| 24 | Disparitions programmées      |                 | 8 maggio 2021    |                 |
| 25 | Terribles machinations        |                 | 9 maggio 2021    |                 |
| 26 | L’heure des étoiles           |                 | 15 maggio 2021   |                 |